# Чай чифлик
Чай чифлик (на гръцки: Νέα Αμισός, Неа Амисо̀с, до 1924 година Τσάι Τσιφλίκ, Цай Цифлик) е предградие на гръцкия град Драма, област Източна Македония и Тракия.

## География
Чай чифлик е разположено в Драмското поле на 2 километра на югозапад от града, след Сандък чифлик (Аркадикос), по пътя към Пашали чифлик (Амбелакия).

## История

### В Османската империя
Съгласно статистиката на Васил Кънчов („Македония. Етнография и статистика“) към 1900 година Чай чифлик е смесено селище, в което живеят 55 българи и 60 цигани.

### В Гърция
През Балканската война селото е освободено от части на българската армия, но след Междусъюзническата война от 1913 година остава в пределите на Гърция. В преброяването от 1913 година не се споменава, а в 1920 година има 81 жители. В 1923-1924 година в селото са заселени 250 семейства понтийски гърци бежанци от Самсун, на гръцки Амисос. През 1924 година името му е сменено на Неа Амисос, тоест Нов Амисос. През 1928 година в Чай чифлик има 195 гръцки семейства със 781 души - бежанци от Турция. В 50-те години е присъединено към Драма.
Църквата в Чай чифлик е посветена на Свети Георги.
| Година    | 1913 | 1920 | 1928 | 1940 | 1951 | 1961 | 1971 | 1981 | 1991 | 2001 | 2011 | 2021 |
| --------- | ---- | ---- | ---- | ---- | ---- | ---- | ---- | ---- | ---- | ---- | ---- | ---- |
| Население |      | 81   | 861  | 1243 | 1352 |      |      |      |      |      |      |      |